# Helena Lundbäck
Helena Birgitta Lundbäck, född 15 mars 1976 i Norrköping, är en svensk ryttare. Hon bor tillsammans med den italienska ryttaren Roberto Cristofoletti, paret har en dotter tillsammans.
Lundbäck gick till final vid VM i Jerez de la Frontera 2002 och blev då historisk som den enda svensk som ridit VM-final. Hennes VM-häst Mynta har sedermera gått till avel, och Lundbäck rider nu bland annat Conan.
Lundbäck har även vunnit svenska mästerskapen i hoppning 2003 och tagit två silver.
Lundbäck har alltid ridit och har ärvt hästintresset från sin far Hasse som var landslagsryttare i hoppning och sin mor Solveig som red i landslaget i dressyr. Hon växte upp på deras ridskola och studerade även ekonomi under gymnasietiden. Sedan några år tillbaka har Helena Lundbäck satsat på ridningen på heltid och har under de senaste åren tränat för den tyska landslagsryttare Ludger Beerbaum på hans anläggning i Tyskland. 
Sju av Lundbäcks hästar var ombord på Stena Nautica när färjan kolliderade med lastfartyget Joanna i februari 2004. Alla hästarna kunde dock räddas.

## Meriter

### Medaljer

#### Guld
- EM 1997 i Morsele (individuellt)

#### Silver
- VM 2002 i Jerez de la Frontera (lag)
- EM 2001 i Arnhem (individuellt)

### Övriga meriter
- Var första svensk att ta sig till final i VM, i Jerez, Spanien år 2002
- Innehar 8 guldmedaljer, 4 silvermedaljer och 6 bronsmedaljer i internationella tävlingar
- Har vunnit Grand Prix-guld 2 gånger (Göteborg år 2000 och Buenos Aires 2002)
- Erhöll en 7:e plats i OS 2008 i Hongkong tillsammans med svenska landslaget.

## Topphästar
- Mynta (född 1988), brunt svenskt halvblod e:Robin Z
- Miranda (född 1993), skimmelfärgat svenskt halvblod e:Roderik
- Monte Rose (född 1994), brunt svenskt halvblod e:Turban Rose
- Madick (född 1996), brunt svenskt halvblod e:Cortez
- Conan (född 1997), brunt svenskt halvblod e:Cortez
- Erbblume (född 1997), brunt Svenskt varmblod e:Castor 895
- So What 908 (född 1991), bruntSvenskt halvblod e: Irco Mena

### Fotnoter
1. ↑  läs online, www.the-sports.org .[källa från Wikidata]
2. ↑  ”SM i hoppning”. Svenska Ridsportförbundet. Arkiverad från originalet den 28 oktober 2014. https://web.archive.org/web/20141028091505/http://www3.ridsport.se/Svensk-Ridsport/Pressrum/Masterskapsresultat/SM/Hoppning/. Läst 28 oktober 2014.
3. ↑  ”Så räddades Helena Lundbäcks hästar ur färjan”. Sportbladet. 18 februari 2004. http://www.aftonbladet.se/sportbladet/ridsport/article10434443.ab. Läst 2 juni 2012.